# Gilera H@K 50
Die Gilera H@K 50 ist ein motorisiertes Zweirad mit einem maximalen Hubraum von 50 cm³ und einer durch die Bauart bedingten Höchstgeschwindigkeit von nicht mehr als 45 km/h. Sie gilt nach dem Österreichischen und Deutschen Kraftfahrzeuggesetz als Kleinkraftrad (Moped, Mokick). Zwischen 1999 und 2002 wurde das Fahrzeug vom Hersteller Gilera in Italien gebaut.

## Technische Daten
- Reifendimension vorne: 80/90-21
- Reifendimension hinten: 110/80-18
- Leistung: 2 PS  (bei 8000/min)
- Vergaser: Dell´Orto SHA 14 / 12
- Motor: Motor Morini flüssigkeitsgek; 1 Zyl, 2 Takt
- Bremsen vorn: Scheibenbremse 220 mm
- Bremsen hinten: Scheibenbremse 185 mm